# Церковь Святого Олафа (Харт-стрит, Лондон)
Церковь Святого Олафа (Сент-Олав; англ. St Olave's Church, Hart Street) — англиканская приходская церковь в квартале Тауэр (Сити) города Лондона (Великобритания); храм на улице Харт-стрит был упомянут в XIII веке; здание пережило Великий пожар. С 1950 года входит в список памятников архитектуры.

## История и описание
Церковь Святого Олафа впервые упоминается в документе XIII века как «St Olave-towards-the-Tower». Предполагается, что каменное здание заменило более раннее (предположительно, деревянное) строение на этом месте. Храм посвящен покровителю Норвегии, королю Олафу II Святому, который сражался вместе с англосаксонским королем Этельредом II Неразумным против датчан в битве у Лондонского моста в 1014 году. Олаф был канонизирован после своей смерти и церковь Святого Олава была построена, по-видимому, на месте битвы.
Храм на Харт-стрит был перестроен в XIII веке. Новая перестройка последовала в XV веке. Нынешнее здание датируется исследователями 1450 годом. Согласно историку XVI века Джону Стоу, главным благотворителем церкви в конце XV века был торговец шерстью Ричард Сели-старший (Richard Cely Sr., ум. 1482), который патронировал храм. Патронаж был унаследован его сыном Ричардом Сели-младшим. Купец Сели-старший завещал деньги на строительство шпиля и алтаря; торговая марка семьи Сели была вырезана в нефе и просуществовала до разрушений Второй мировой войны.

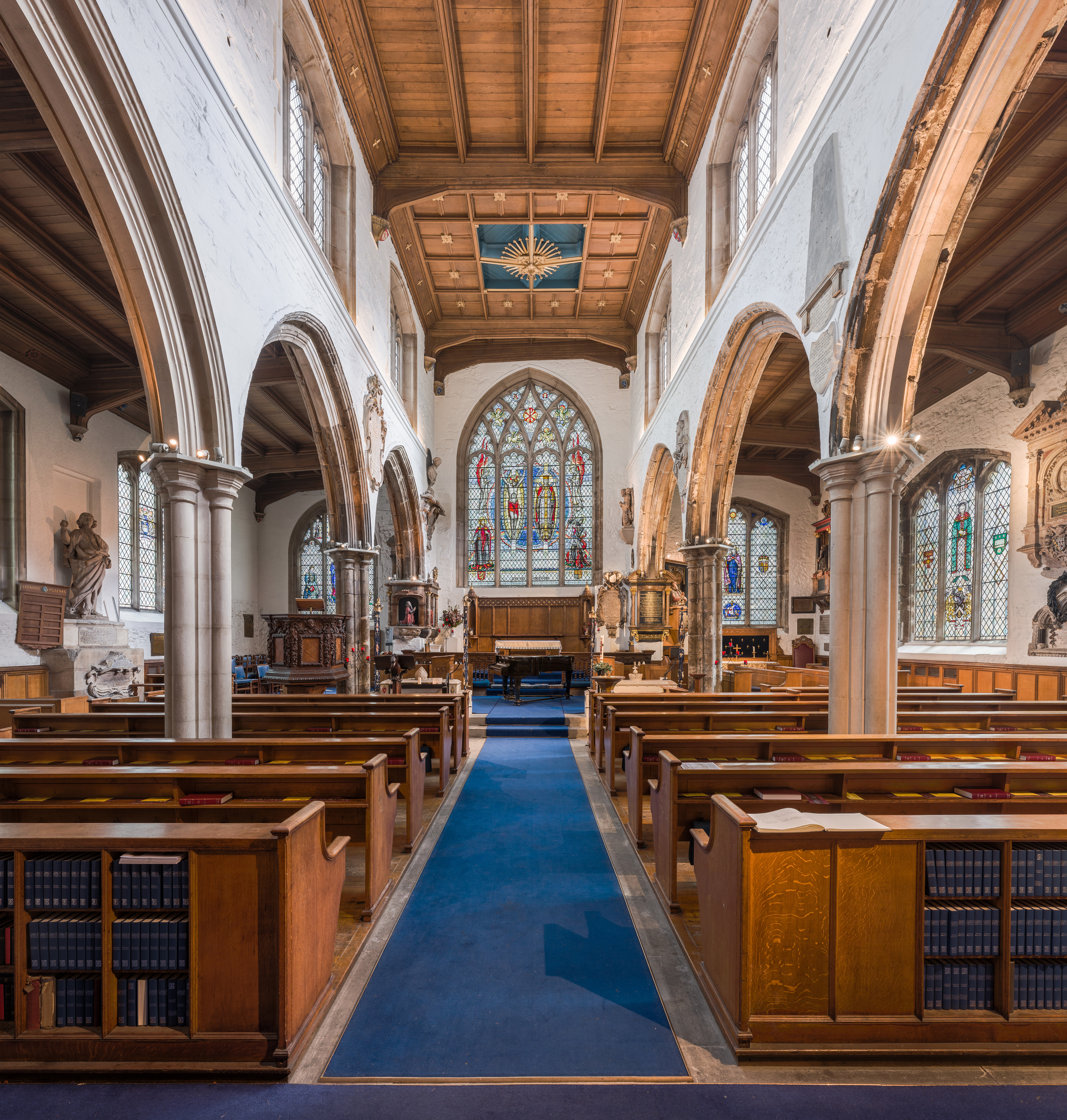
Интерьер храма (2014)

Церковь Святого Олафа пережила Великий лондонский пожар 1666 года благодаря действиям офицера Уильяма Пенна (William Penn, 1621—1670), отца писателя Уильяма Пенна, и его солдат из близлежащих военно-морских верфей. Пенн-старший приказал солдатам уничтожить дома, окружавшие церковь. Пламя подошло к зданию на 100 ярдов, но затем ветер изменил своё направление.
Церковь часто посещалась писателем Сэмюэлем Пипсом, чей дом и офис Королевского флота находились на соседнем переулке. Как постоянный прихожанин он называл в своём дневнике церковь «нашей церковью». В 1660 году на его средства была построена галерея на южной стене здания и крытая лестница. Галерея не сохранилась, однако памятник Пепису отмечает местоположение двери лестницы. В 1669 году, когда жена Пипса — Элизабет — умерла от лихорадки, он заказал её мраморный бюст у Джона Бушнелла (John Bushnell, 1636—1701); бюст был установлен на северной стене алтаря. В 1703 году сам Пипс был похоронен рядом с женой в нефе.
Квадратной башня-колокольня из камня и кирпича была пристроена к зданию в 1732 году. Арка у входа на кладбище, украшенная оскаленными черепами, была добавлена в 1658 году. Писатель Чарльз Диккенс включил церковь в свою книгу очерков «Путешественник не по торговым делам».
Во время Второй мировой войны церковь пострадала от бомбардировок «Блица»: она была практически полностью разрушена зажигательными бомбами люфтваффе 11 мая 1941 года. После войны, 4 января 1950 года, церковное здание было внесено в список памятников архитектуры первой степени (Grade I). Храм был восстановлен к 1954 году: король Норвегии Хокон VII вернулся в Лондон, где проживал в изгнании, чтобы возглавить церемонию повторного освящения, во время которой он заложил в основание лондонского храма камень из Тронхеймского собора. Между 1948 и 1954 годами богослужения проводились во временной церкви. В XXI веке церковь на Харт-стрит продолжает поддерживать связи с организацией Corporation of Trinity House of Deptford Strond и сохраняет многовековые исторические связи с гильдией «Worshipful Company of Clothworkers».
Большая часть церковной утвари относится к XX веку: исключения составляют памятник Элизабет Пипс и кафедра, которая, предположительно является работой резчика Гринлинга Гиббонса. После разрушения средневекового органа, созданного Самуэлем Грином в 1781 году, компания «John Compton Organ Company» построила в храме новый инструмент. На восточной стороне здания был добавлен витраж, на котором изображена королева Елизавета I: в Троицкое воскресенье, 15 мая 1554 года, принцесса Елизавета провела благодарственный молебен в храме, в честь своего освобождения из лондонского Тауэра.

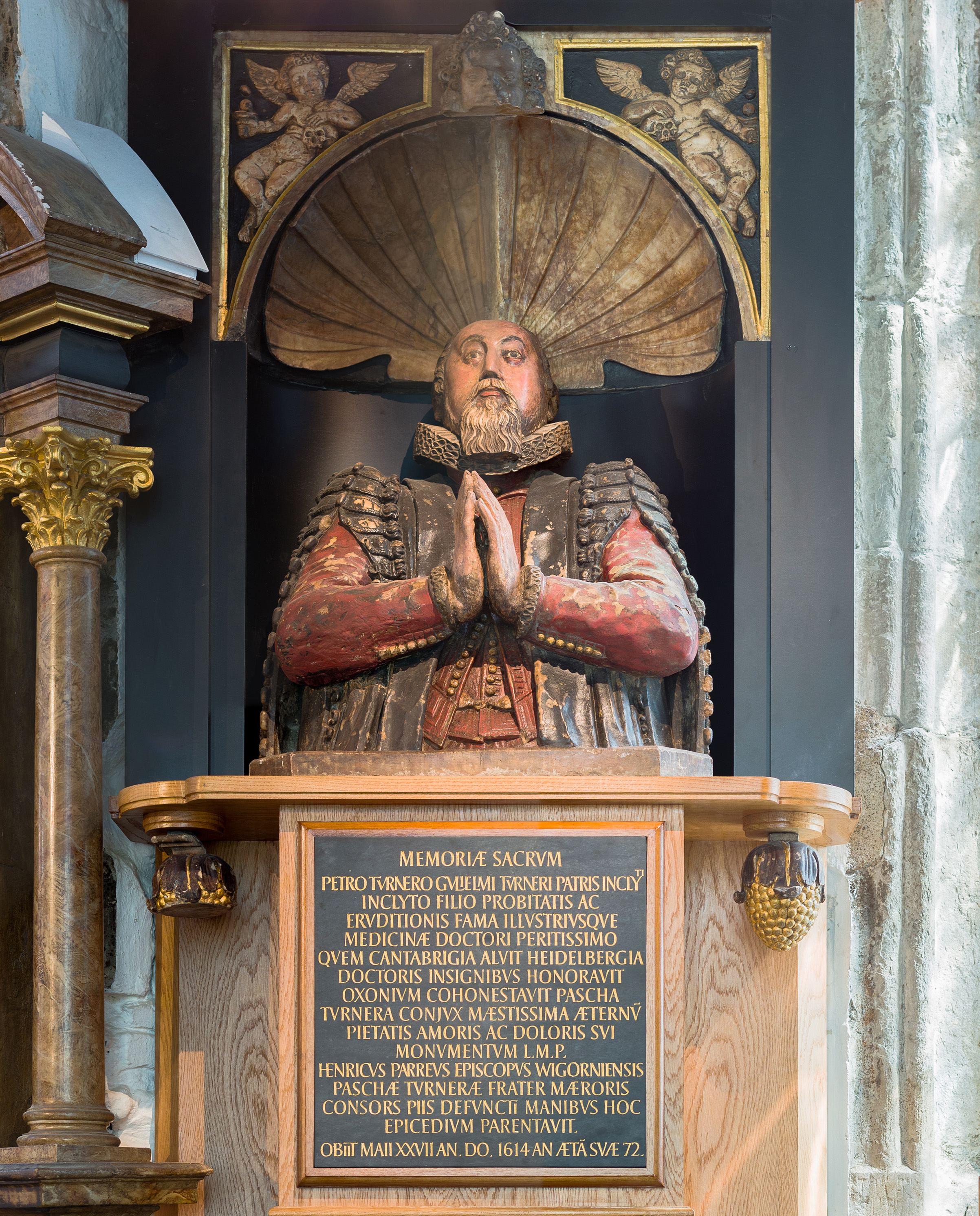
Бюст Тернера (2014)

### Бюст Тернера
Врач Питер Тернер, известный в Лондоне XVI и начале XVII века как сторонник взглядов Парацельса, был похоронен в церкви вместе со своим отцом, врачом и естествоиспытателем Уильямом Тернером. В 1614 году в юго-восточном углу церкви был установлен его мемориальный бюст. После разрушений Второй мировой войны бюст пропал; его местоположение не было известно до апреля 2010 года, когда бюст появился как лот на аукционе произведений искусства. Аукционный дом признал данный факт и заморозил торги. Затем, при посредничестве компании «The Art Loss Register», были проведены переговоры о возвращении бюста церкви Святого Олафа. Бюст Тернера был возвращен на своё первоначальное место в храме в 2011 году.